# Mumiy Troll
Mumiy Troll (em russo:  Му́мий Тро́лль) é uma banda de rock russa, fundada em 1983 em Vladivostok pelo vocalista e compositor  Ilya Lagutenko (Илья Лагутенко). O nome da banda "A Múmia do Troll" é um trocadilho de  Moomin Troll, uma coleção de livros infantis de Tove Jansson.
Mumiy Troll parou, quando Lagutenko, que se formou em Mandarim e em Economia chinesa foi cumprir serviço militar no exército da então União Soviética. Depois de ele deixar o exército voltou à banda e ganharam imensa popularidade com o lançamento do seu primeiro álbum Morskaya (Морская, Marinha) em maio de 1997, que apresentou uma combinação de hard rock melódico e letras de Lagutenko excêntrico e tímido, estilo de performance andrógina. O segundo CD Ikra (Икра, Caviar), lançado sete meses depois foi igualmente bem sucedida.
A banda representou a Rússia no Festival Eurovisão da Canção 2001 com a canção "Lady Alpine Blue" ("A senhora de azul alpino") que terminou em 12.º lugar (entre 23 participantes), tendo recebido um total de 35 pontos.
Mumiy Troll continua sendo um dos mais populares atos musicais da Rússia. Ilya Lagutenko definiu seu estilo de música como rockapops. Mais uma vez Mumiy Troll se tornou o líder de uma nova tendência musical inteiro copiado em maior ou menor grau por por wannabees e artistas russos mainstream. Ser um exemplo de um dos vencedores long-standing artistas independentes, uma banda que lançou oito álbuns de estúdio até agora. Escreveu e produziu bandas/trilhas sonoras para um filme de desenhos animados e deu um novo som para um filme  clássico de sci-fi silencioso filme e faixas doadas para filmes, incluindo o blockbuster russo Night Watch ("Guardiões da Noite"), onde Ilya também interpreta o vampiro. Seu rosto está na capa da versão americana.
Mumiy Troll é bem conhecido no Japão, China e Europa. A banda coopera com "Shoot The Artist" (vídeo de Bjorn Tagemoose) e "Tne Agency" (turné estado-unidense em 2009). 
Mumiy Troll não é uma banda de apenas um homem - mas sim de 4 pessoas no palco, foram juntos para os últimos 10 anos. Tsaler Yuri, um dos guitarristas mais admiráveis no país, é também o co-autor de algumas das canções. Oleg Pungin começou sua carreira como baterista com 7 anos e é ainda entregar o bombeamento bate mais forte que ele ajuda a gravar uma boa metade de todos os registros na Rússia. Sdwig é o baixista que é responsável pela introdução da banda nas tecnologias modernas.
Mumiy Troll foi a primeira banda a apoiar as atividades da PSI organização de luta contra a Sida/adis na Rússia e realizada na exposição "No Name Fever para Aids" em Gotemburgo, na Suécia, em 2005. Eles também são conhecidos para atividades de conservação da vida selvagem nas taigas do Extremo-Oriente e ajuda as minorias locais a sobreviver. Ilya Lagutenko é o patrono do fundo britânico-russo para a proteção de tigres e leopardos Amur.
Mumiy Troll foi a primeira banda na Rússia e um dos primeiros do mundo que abriu sua própria rede social Ikra.tv.

## Membros
- Ilya Lagutenko: vocalista, guitarra
- Eugene "Sdwig" Zvidionny: guitarra baixo
- Oleg Pungin: baterista
- Yuri Tsaler: [[guitarras, [teclados, saxofone

## Discografia
- 1985 – Novaya luna aprelya (Новая луна апреля
- 1990 – Delay Yu-Yu (Делай Ю-Ю'
- 1997 – Morskaya (Морская)
- 1997 – Ikra (Икра, Caviar)
- 1998 – Shamora – pravda o Mumiyakh i Trollyakh (Шамора. Правда о Мумиях и Троллях, Shamora: A verdade sobre múmias e trolls
- 1998 – S novym godom, Kroshka! (С Новым Годом, Крошка!, Feliz Ano Novo, Amor!)
- 2000 – Tochno rtut' aloe (Точно Ртуть Алоэ
- 2002 – Meamury (Меамуры)
- 2004 – Pokhitityeli knig (Похитители Книг* 2005 – Sliyaniye i pogloshcheniye (Слияние и Поглощение
- 2007 – Amba (Амба)
- 2008 – 8
- 2009 – Comrade Ambassador – US release (in Russian)
- 2010 – Paradise Ahead – US EP Release
- 2010 – Redkie zemli (Редкие земли)
- 2012 – Vladivostok
- 2013 – SOS matrosu (SOS матросу)
- 2015 – Piratskiye kopii (Пиратские копии)
- 2016 – Malibu Alibi
- 2018 – VOSTOK X SEVEROZAPAD (ВОСТОК Х СЕВЕРОЗАПАД)
- 2020 – Prizraki Zavtra (Призраки Завтра)
- 2020 – Posle zla (После зла)

## Prémios
- 1997 A Melhor Imagem parada de 1996 para Utekai (Run Away) O Melhor de 1997 para Still Image Delfiny (golfinhos) - o prêmio do Festival de Vídeo Pokolenie.
- 1997 O Melhor Grupo de Rock 1997 - Ovation prêmio da Academia Russa de Música.
- 1997 O Melhor Grupo de 1997, O Melhor Álbum de 1997, para Morskaya (Náutico), A Melhor Canção de 1997, para Utekai (Run Away), O Melhor Grupo de 1998, o melhor vídeo de 1998 para Delfiny (golfinhos), o melhor vídeo de 1999 para Nevesta? (Noiva?), O Melhor Site Musical *1999 - Rússia revista de música Fuzz prêmio

Novembro 2002 Golden Disk acordo com o Meamories vendas de álbuns na Letónia. [ 1 ]
- 2002 Zolotoy Grammofon (Golden Gramophone) prémio (para a música popular, no máximo, Russkoe Rádio em 2002) foi concedido para a música Eto po lubvi (Por Amor). [ 1 ]
- 2002 o melhor grupo de 2002, O Melhor Canção de 2002, para Eto po lubvi (Por causa do amor) - Poboroll de prêmio Nashe Radio. da [ 1 ]

Maio 2004 Golden Disk acordo com o Pohititeli knig vendas de álbuns na Letónia.
- 2005 A Melhor Álbum de 2005 para Sliyanie i Pogloshenie (Fusões e Aquisições) - Russian Music Magazine Fuzz prêmio.
- 2006 Animação categoria - vídeo clip Strakhu Net - Russa Flash prêmio Awards.
- 2006 para a contribuição para art-rock - música russa revista Fuzz prêmio.
- 2006 Legend of MTV - MTV Music Awards Rússia.
- 2008 do álbum The Best 2008 - Troll Mumiy, «8» - Duzhina Chartova
- 2008 a melhor música de 2008 - Troll Mumiy, Contrabands - Duzhina Chartova
- 2008 Internet 2008 - Mumiy Troll, www.mumiytroll.com - Steppe Wolf
- 2008 CD 2008 - Troll Mumiy, «8» - Wolf Estepe
- 2009 O Melhor Grupo de 2009 - Mumiy Troll - Duzhina Chartova